# エフエム真岡
株式会社エフエム真岡（エフエムもおか）は、栃木県真岡市の一部地域を放送対象地域として超短波放送（FM放送）を営む特定地上基幹放送事業者である。
FMもおかの愛称でコミュニティ放送を行っている。

## 概要
2020年（令和2年）開局。
2017年（平成29年）に市長の石坂真一がコミュニティ放送の構想を表明した。市庁舎建替えを機に庁舎内に放送設備を設置し、公設民営方式により運営する。運営者はケーブルテレビのノウハウが生かせるとして宇都宮市の宇都宮ケーブルテレビを予定するとした。
その後、宇都宮ケーブルテレビなどの出資により株式会社エフエム真岡が設立された。代表取締役社長に就任した加藤靖は宇都宮ケーブルテレビの副社長兼本部長である。
設立当初の本社は真岡市台町の真岡駅2階にあったが、荒町の市役所新庁舎完成にあわせて移転した。演奏所（スタジオ）・送信所も市役所新庁舎にあり、特定地上基幹放送局の呼出符号はJOZZ3CV-FM、呼出名称はエフエムもおか、周波数87.4MHz、空中線電力は20Wで放送区域は真岡市、芳賀郡益子町、市貝町、芳賀町の各一部地域。
宇都宮ケーブルテレビのコミュニティチャンネル（ch111）「いちごチャンネル」のデータ放送でも聴取できる。インターネット配信はFM++による。
放送区域は真岡市で、カーラジオでは聴取エリアは広がるが市内でも聴取不可のエリアもあると称している。
24時間放送をしている。自社制作番組以外はミュージックバードを放送。ニュース放送にはAIアナウンサーを導入、公募により男声は「まこと」、女声は「あいか」と命名された。

## 沿革
- 2019年（令和元年）10月1日 - 株式会社エフエム真岡設立[4]
- 2020年（令和2年）
  - 4月6日 - 特定地上基幹放送局の予備免許取得[1]
  - 4月8日 - 公募により愛称が「FMもおか」に決定[6]
  - 9月1日 - 本社を台町から荒町に移転[7]
  - 11月2日 - 特定地上基幹放送局の免許取得
  - 11月15日 - 開局、11時15分（いいイチゴの日のいいイチゴの時間）に放送開始[5]、FM++によるインターネット配信も開始[8]
- 2021年（令和3年）5月12日 - 「いちごチャンネル」のデータ放送での配信開始[9]

## 真岡市防災ラジオ
真岡市は、開局にあわせて市内在住者及び市内の事業所に真岡市防災ラジオ（緊急告知FMラジオ）の有償で頒布している。また避難行動要支援者や民生委員・児童委員など、公民館・保育園・幼稚園などの施設には無償貸与する。
FMもおか専用機で他の放送局は受信できない。毎月第2、第4水曜日の13時30分から試験放送を行っている。

## 主な番組
- 真岡市のうた（平日 6:55-7:00）
- グッド・モーニング!MOKA（平日 7:00 - 7:45、8:00 - 8:45）
- もおか元気UP!ラジオ体操（平日 9:00 - 9:05）
- ヒルマエデス!モオカ（平日 11:00 - 11:45）
- いつでも♪どこでも♫もおかの874（ハナシ）（平日 12:00 - 12:45/再放送 平日 18:00 - 18:45）
- イブニング!もおか（平日 16:00 - 16:45、17:00 - 17:45）
- モオカ De ナイト!（平日 19:00 - 19:55）
- 真岡市内小・中学校「わたしたちの校歌」（平日 19:55 - 20:00）
- もおかラジオ寄席（第3土曜 7:00 - 7:55）
- もおかラジオ民話（第1・3土曜 8:00 - 8:55）
- 真岡女子高放送部Satuday LIVE!（第3土曜 14:00 - 14:55）